# Fenàs de marge
El fenàs de marge (Brachypodium phoenicoides) és una espècie d'herba pertanyent a la família de les gramínies.

En el seu hàbitat

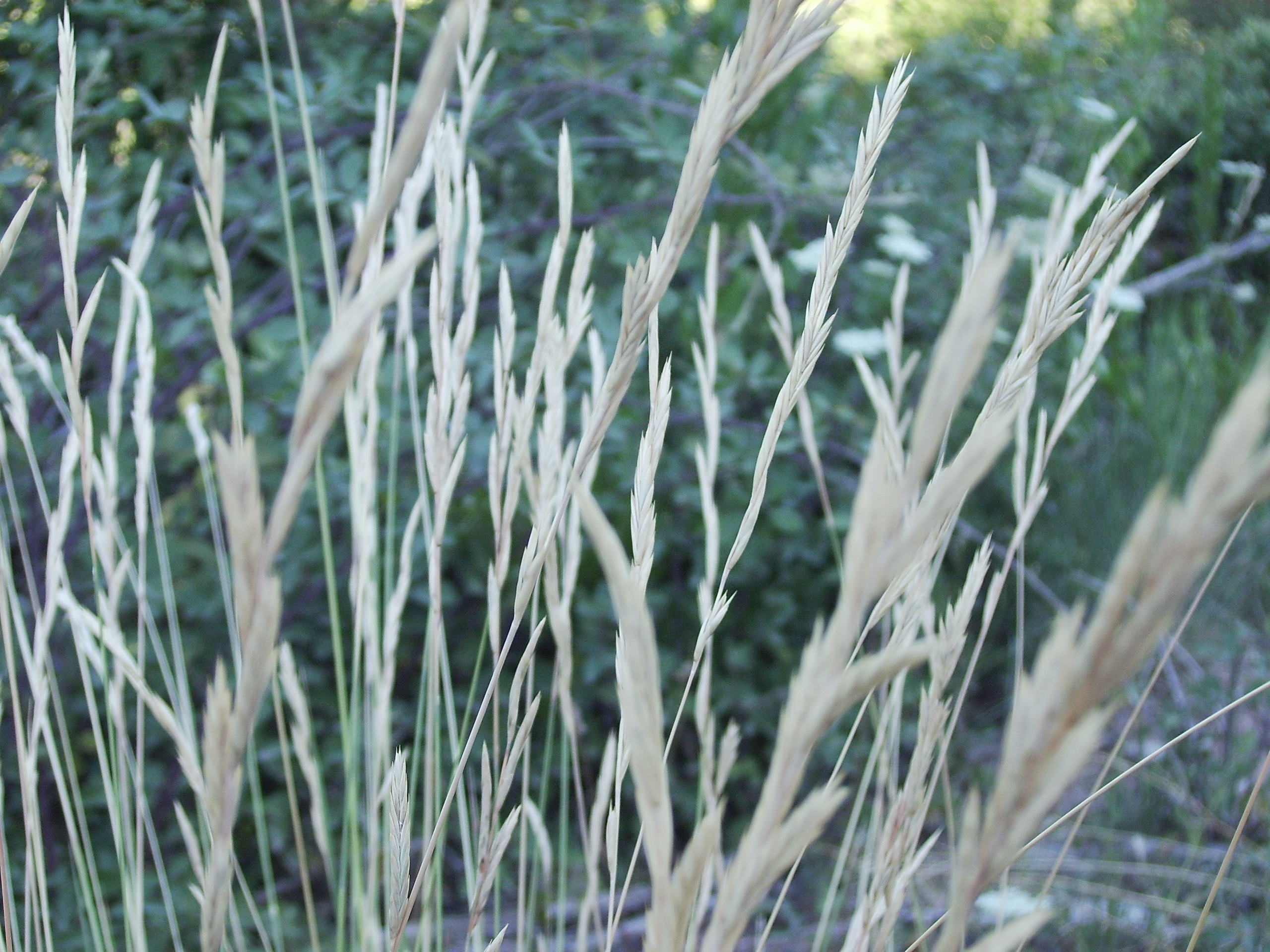
Vista de les espigues

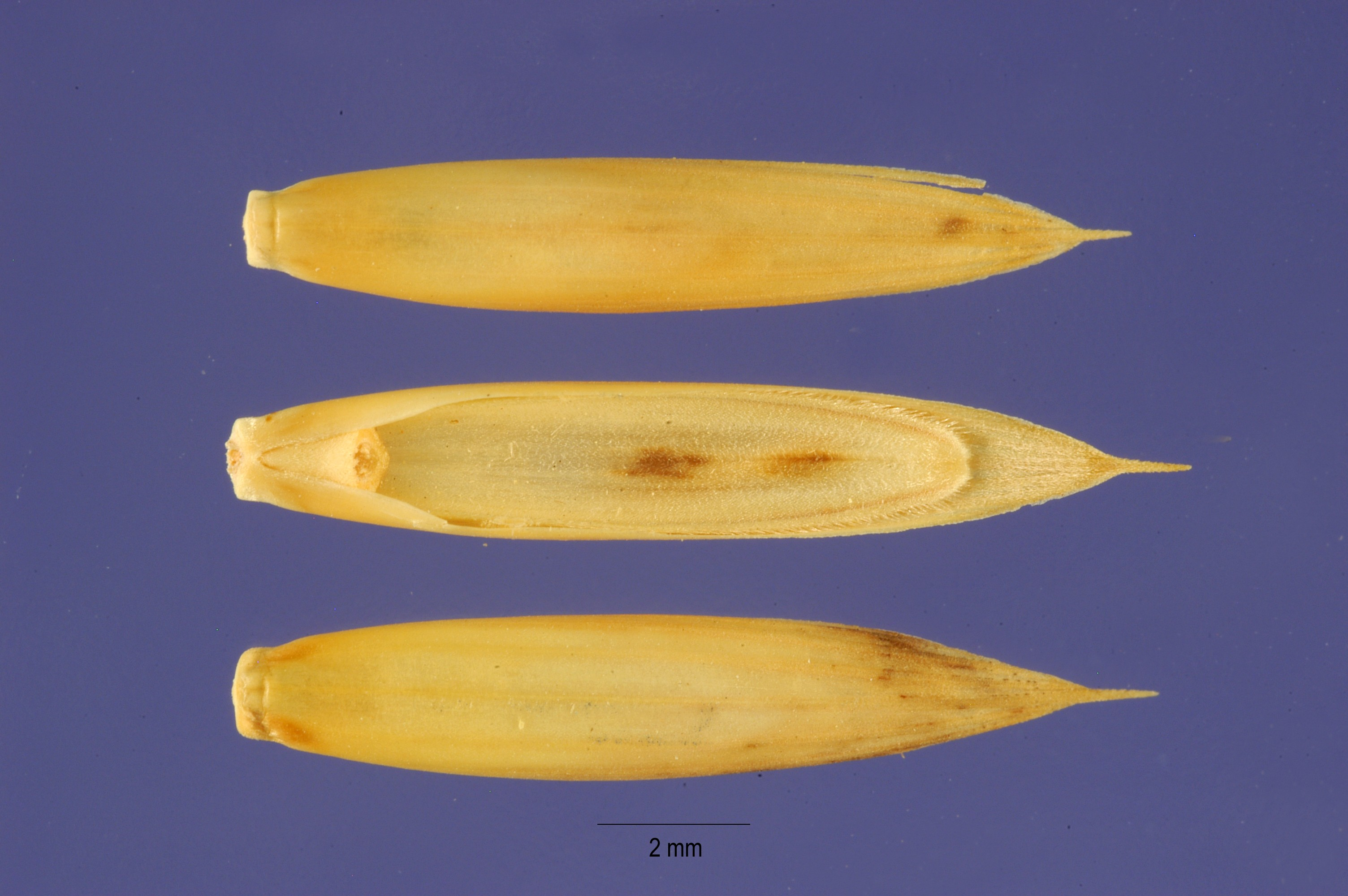
Llavors

## Descripció
Són plantes perennes, rizomatoses, amb rizoma ramificat. Tiges de fins a 125 cm, erectes, amb 1-2 nusos, glabres o lleugerament escàbrids sota la inflorescència. Fulles gairebé totes basals, rígides, molt sovint velutinas; lígula de 1-2 (-2,5) mm, generalment truncada, coriàcia, sovint ciliolada en el marge; llimbs de fins a 50 cm x 0,5-2 (-5) mm, generalment convolut, rares vegades pla en la meitat inferior, amb nervis nombrosos molt marcats, els més principals amb dors sovint pla. Espiga amb raquis de 5-23 cm, recte, rígid, amb 4-12 espiguetes. Peduncles de (1-) 2-3 (-6,5) mm. Espiguetes de (12-) 20-40 (-56) mm, generalment falcades abans de l'antesi, glabres o velutino-serícies, amb 5-25 flors. Glumes lanceolades, coriàcies, agudes, mucronades; la inferior de (2,5-) 3,5-7 (-8) mm, amb 3-6 nervis; la superior de (4,5-) 6-9 mm, amb 7 nervis, mucronada o amb aresta de c. 1,5 (-3) mm. Pàlia de 6,5-10 mm, lanceolat-el·líptica, lleugerament truncada, ciliato-escàbrida. Anteres de (3,5-) 4-6,2 mm. Cariopsis molt més curta que la pàlia, lliure. 2n = 28. Floreix i fructifica de juny a juliol.

## Distribució i hàbitat
Es troba en herbassars i pasturatges sobre sòls bàsics. Es distribueix per l'oest de la Regió mediterrània, Iugoslàvia, Grècia, Macaronèsia (Madeira).

## Taxonomia
Brachypodium phoenicoides va ser descrita per (L.) Roem. & Schult. i publicat a Systema Vegetabilium 2: 740. 1817.
Citologia

Nombre de cromosomes de Brachypodium phoenicoides (Fam. Gramineae) i tàxons infraespecífics: n=14
Etimologia

El nom d'aquest gènere deriva del grec brachys (curt) i podion (peu petit), en referència a les espiguetes subsèssils.
phoenicoides: epítet llatí que significa "com a porpra".
Sinonímia

- Brachypodium caespitosum var. phoenicoides (L.) Benth.
- Brachypodium frenchii Sennen ex St.-Yves
- Brachypodium gandogeri Hack. Ex Gand.
- Brachypodium littorale Roem. & Schult.
- Brachypodium longifolium P.Beauv.
- Brachypodium macropodum Hack.
- Brachypodium velutinum Sennen
- Bromus longifolius Schousb.
- Bromus phoenicoides (L.) Steud.
- Festuca littoralis (Roem. & Schult.) Steud.
- Festuca phoenicoides L.
- Poa phoenicoides (L.) Koeler
- Schedonorus phoenicoides (L.) Roem. & Schult.
- Triticum phoenicoides (L.) Brot.[7]

## Nom comú[calcitació]
- canyola, fenal, fenal de marge, fenalet, fenals, fenàs, fenàs comú, fenàs de, herba de marge, herba llisa